# 鹿島號戰艦
鹿島（かしま）是日本海軍的戰艦。它是香取級前無畏艦的二號艦。本艦艦名以位於東京東北的茨城縣鹿島神宮命名。雖然戰艦香取為其同級艦，基本設計相同，但在煙囪配置等的細部上與本艦略有不同。

## 概要
日本海軍第三期海軍擴張計劃中計劃建造的其中一艦，原定於香取建造完成後三年開始建造，但由於與俄羅斯關係正在惡化，因此改變了計劃令鹿島與香取同時建造。
在日俄戰爭時，為了補充初瀬及八島於日俄戰爭早期損失的戰力，因而向英國訂造新型戰艦－香取級，包括香取及鹿島。儘管日進及春日等裝甲巡洋艦在危急的對馬海峽海戰守住了戰線，但日本海軍預計，最少需要一隊六艘的戰艦才能面對來自中國、俄羅斯或美國的潛在威脅，因此向英國下了訂單製造。本艦由英國威格士造船廠製造。雖然鹿島的建造已經十分倉促，但卻只能在日俄戰爭完結後才能交付。
到着當時，日俄戰爭已經完結，戰爭期間八島及初瀬觸雷沉沒，三笠意外火藥庫爆炸，損耗了日本三隻主力戰艦，此兩隻新型戰艦到着使日本海軍的戰力大幅増加。

## 艦歷
鹿島在英國阿姆斯壯造船廠建造完成後進行了試航，一切順利後從樸茨茅斯開始了其首航，並於1906年8月4日抵達日本橫須賀。
1907年9月17日，鹿島在吳港外因其254毫米副炮的其中一枚炮彈意外爆炸而遭受強烈爆炸。
在美國白色艦隊環球航行訪問其間，艦隊於1908年10月通過日本海域，鹿島是護衞艦隊的其中一員。
儘管英國最新型的無畏級戰艦的發展致使本級艦淪為過時艦隻，但本艦仍是日本艦隊的一部分，並於1918年至1921年的西伯利亞出兵中負責掩護艦隊登陸及海岸巡邏。
1921年3月3日，鹿島及其同級艦香取護送皇太子裕仁離開日本，開始了6個月的旅程，當中訪問了英國、法國、意大利、梵蒂岡、荷蘭和比利時，使裕仁成為第一個出國的日本儲君。
1923年，由於華盛頓海軍條約，鹿島於1923年9月23日除籍，1924年被送往舞鶴海軍工廠解體，兩門主炮則被回收利用為東京灣的海岸炮。
本艦與太平洋戰爭時代的練習巡洋艦鹿島非同一艦艇，請勿混淆。

## 艦長
回航委員長
- 伊地知季珍 大佐：1905年12月12日 - 1906年5月23日

艦長
- 伊地知季珍 大佐：1906年5月23日 - 11月22日
- 加藤定吉 大佐：1907年11月15日 - 1908年4月2日
- 土屋光金 大佐：1908年12月10日 - 1910年3月9日
- 岡田啓介 大佐：1912年12月1日 - 1913年12月1日
- 下村延太郎 大佐：1915年3月17日 - 1916年12月1日
- 大谷幸四郎 大佐：1918年11月10日 - 1919年11月20日

## 略年表
- 1905年3月22日 - 在英國阿姆斯壯造船廠下水。
- 1906年8月4日 - 抵達日本橫須賀。
- 1907年9月17日 - 在吳港外炮彈意外爆炸而遭受強烈爆炸。
- 1908年10月 - 作為美國白色艦隊於日本海域的護衞艦。
- 1918年 - 第3艦隊第5戰隊西伯利亞出兵参加。從事濱海邊疆區警備巡邏、杰卡斯特里登陸支援。
- 1921年 - 皇太子裕仁歐州訪問供奉、第3艦隊旗艦。
- 1923年 - 因華盛頓海軍條約成為廢艦。解體後、兩門主炮轉為沿岸防備用陸上砲台。

## 同級艦
| 船名 | 圖片 |
| ---- | ---- |
| 香取 |      |